# Soulfly
Soulfly je heavy metal sastav osnovan 1997. u Arizoni. Njegov frontmen je Max Cavalera, 
bivši pjevač i osnivač brazilskog metal sastava Sepultura. 

## Povijest sastava
Sastav je 1997. osnovao Max Cavalera, nakon odlaska iz Sepulture. Uz njega, originalnu postavu
su činili bivši bubnjar Thorna i Nausee, Roy Mayorga iz New Yorka, gitarist Jackson Bandeira, 
te basist Marcello Dias. 

### Debitantski album
Svoj debitantski studijski album, nazvan jednostavno Soulfly objavili su 1998., te se
nalazio na 79. mjestu Billboard 200 top liste.
Na albumu su gostovali i članovi sastava Fear Factory, Limp Bizkita, Deftonesa, Cypres Hilla i drugi. Nakon završetka snimanja
Bandeira se vraća u Brazil, a zamjenjuje ga Logan Mader iz Machine Heada za nastupe uživo. Sastav je sudjelovao
na Ozzfestu 1998. zajedno s Ozzyjem Osbourneom, Megadethom i Toolom, te su nastavili
sa svjetskom turnejom, na kojoj su između ostalih, nastupali i sa System of a Downom i Snotom. Nakon završetka
turneje, Madera zamjenjuje Mikey Doling iz Snota nakon tragične smrti njihovog pjevača. 

### Primitive i 3
Idući studijski album Primitive objavljen 2000., postao je njihov najuspješniji, te se nalazio na 32.
mjestu top liste Billboard 200. Na njemu je Mayorgu zamijenio Joe Nunez, te su gostovali članovi sastava Slipknot, 
Deftones, Slayer, Will Haven i drugi. Nakon objavljivanja krenuli su na svjetsku turneju, te su nastupili
na Ozzfestu s Panterom i Morbid Angelom. 
Krajem 2001., Nunez napušta sastav, a vraća se Mayorga, te idući studijski album nazvan 3, objavljuju 
25. lipnja 2002. To je ujedno i prvi album koji je producirao Max Cavelera. U rujnu 2003. nakon završetka
svjetske turneje, sastav zajedno napuštaju Doling, Dias i Mayorga, ostavljajući tako Cavaleru kao jedinog člana.

### Prophecy
Cavalera je okupio novu postavu u listopadu iste godine. Vratio se Nunez, a novi članovi su postali i 
gitarist Marc Rizzo, te basist Bobby Burns. Također, na pri snimanju novog albuma na par pjesama je sudjelovao i 
basist David Ellefson. 
Kao i kod snimanja albuma Roots dok je bio u Sepulturi, Cavalera je opet odlučio snimati s tradicionalnim
glazbenicima. Također, za pjesmu "Moses" surađivali su sa srpskim sastavom Eyesburn. Četvrti studijski album
Prophecy objavljuju 30. ožujka 2004. U veljači 2005. objavljuju DVD The Song Remains Insane,
biografiju sastava s nastupima uživo te intervjuima. 

### Dark Ages, Conquer i Omen
Za vrijeme snimanja idućeg albuma, sastav je pogodilo nekoliko tragedija. Dana 8. prosinca 2004. ubijen
je gitarist Pantere, i Cavalerov dobar prijatelj Dimebag Darrell, a par dana kasnije
preminula je Cavalerova 8-mjesečna unuka. Za potrebe snimanja albuma, sastav je putovao u pet država, Srbiju, 
Tursku, Rusiju, Francusku i SAD. Peti studijski album Dark Ages
objavljuju 4. listopada 2005., te ga mnogi kritičari opisuju kao Cavalerin povratak thrash metalu 
iz ranih dana Sepulture. Dana 17. kolovoza 2006. Soulfly su nastuapali na D-Low memorijalu, na kojem je
Max po prvi put nakon deset godina zasvirao na pozornici sa svojim bratom Igorom, s kojim je osnovao Sepulturu.
U lipnju 2007. zajedno su osnovali novi sastav Cavalera Conspiracy. 
Za potrebe snimanja novog albuma, Cavalera je boravio u Egiptu, te šesti studijski album Conquer
objavljuju 29. srpnja 2008. Na njihovom sedmom studijskom albumu Omen objavljenog 25. svibnja 2010. kojeg je uz Cavaleru producirao i Logan Mader gostuju Tommy Victor iz Pronga te Greg Puciato iz sastava The Dillinger Escape Plan. Ubrzo nakon objavljivanja albuma, basist Bobby Burns napušta sastav; privremeno ga je na turneji zamjenjivao Johny Chow, koji s Cavalerom i Rizzom svira u Cavalera Conspiracyju, da bi kao stalan član postave postao Tony Campos koji je svirao u sastavima Static-X, Asesino i Ministry. U kolovozu 2011. sastav napušta i dugogodišnji bubnjar Joe Nunez, a zamjenjuje ga David Kinkade. 

### Enslaved i Savages
Idući album Enslaved, na kojem su se više približili death metalu, objavljuju u ožujku 2012., a na njemu gostovali Dez Fafara iz Coal Chambera i DevilDrivera te Travis Ryan iz sastava Cattle Decapitation. Kinkade 2012. godine odlučuje prestati s glazbenom karijerom i napušta sastav, te na njegovo mjesto dolazi Zyon, sin Maxa Cavalere s kojim snimaju svoj najnoviji album Savages koji je objavljen u rujnu 2013. godine.

## Članovi sastava
Sadašnja postava
- Max Cavalera - vokal, gitara (1997.-)
- Marc Rizzo - gitara (2003.-)
- Zyon Cavalera - bubnjevi (2013.-)
- Mike Leon - bas-gitara (2015.-)

Bivši članovi
- Jackson Bandeira (Lúcio Maia) - gitara (1997. – 1998.)
- Logan Mader - gitara (1998. – 1999.)
- Roy Mayorga - bubnjevi (1997. – 1999., 2002. – 2003.)
- Marcello D. Rapp (Marcello Dias) - bas-gitara (1997. – 2003.)
- Mikey Doling - gitara (1999. – 2003.)
- Bobby Burns - bas gitara (2003. – 2010.)
- Johny Chow - bas-gitara (2010. – 2011.) (turneja)
- Joe Nunez - bubnjevi (2000. – 2001., 2003. – 2011.)
- David Kinkade - bubnjevi (2011. – 2012.)
- Tony Campos - bas-gitara (2011. – 2015.)

## Diskografija
Studijski albumi
- Soulfly (1998.)
- Primitive (2000.)
- 3 (2002.)
- Prophecy (2004.)
- Dark Ages (2005.)
- Conquer (2008.)
- Omen (2010.)
- Enslaved (2012.)
- Savages (2013.)
- Archangel (2015.)
- Ritual (2018.)
- Totem (2022.)

## Vanjske poveznice
- Službena stranica  Arhivirana inačica izvorne stranice od 17. srpnja 2007. (Wayback Machine)